# Anton Lembede
Anton Lembede, né le 21 janvier 1914 et mort le 30 juillet 1947 à Johannesbourg, est un intellectuel et un homme politique sud-africain. Il est un des plus influents théoriciens du nationalisme noir pendant les années 1940. Il a été membre fondateur et premier président de la branche des jeunes du Congrès national africain, l'African National Congress Youth League (ANCYL).

## Biographie
Il est fils d'une famille d'agriculteurs de l'ethnie zoulou. Sa famille connaît de graves difficultés économiques. Ses parents réussissent cependant à l'envoyer à l'école, même s'il doit temporairement travailler en cuisine pour pouvoir étudier à nouveau. En 1933, il est bénéficiaire d'une bourse pour étudier au Adams Teacher Training College, une institution de l'église congrégationaliste où il côtoie Albert Lutuli. Il apprend différentes langues, notamment l'afrikáans, le sesotho, l'allemand et le latin. Puis, il obtient une licence en philosophie et en droit. 
En 1943, il doit se déplacer à Johannesbourg, où il travaille dans l'agence de Pixley Ka Izaka Seme, un avocat sympathisant de l'ANC. En décembre 1942, il crée la Youth League avec Walter Sisulu, Nelson Mandela et Oliver Tambo. Ils critiquent vivement l'inertie de leurs ainés, au sein de l'ANC. Il devient le premier président de cette ligue des jeunes de l'ANC. Il devient un des plus influents théoriciens du nationalisme noir. Il est partisan d’une opposition radicale au pouvoir blanc, mais est aussi fermement anticommuniste. Il développe une idéologie « africaniste », dans la lignée des nationalismes anti-coloniaux. Il défend la nécessité de dépasser les divisions ethniques et d'organiser la communauté noire, indépendamment des autres communautés, en particulier des Blancs et des immigrants originaires de l'Inde. 
Il meurt le 2 août 1947, après une longue maladie, et alors qu'il n'a que 33 ans.